# Alpha Sculptoris
Désignations
Alpha Sculptoris (α Scl / α Sculptoris) est l'étoile la plus brillante de la constellation du Sculpteur.
Alpha Sculptoris est une géante bleue-blanche de type spectral B7IIIp et de magnitude apparente +4,30. Elle est à environ 680 années-lumière de la Terre. C'est une variable de type SX Arietis et sa luminosité varie de 0,01 magnitude.
La luminosité de α Scl est égale à environ 1700 fois celle du Soleil tandis que sa température de surface vaut 14000 kelvins. Les calculs indiquent que le rayon de Alpha Sculptoris vaut 7 fois celui du Soleil et sa masse 5,5 fois celle du Soleil. Les variations spectrales observées furent un temps supposées dues à un trou noir en orbite mais sont attribuées maintenant à des variations chimiques dans son atmosphère[réf. nécessaire].